# Isaak von Ninive

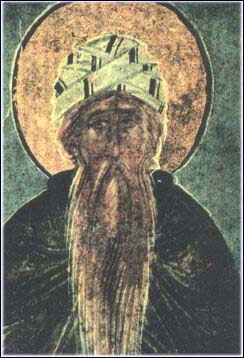
Ikone aus dem 14.–15. Jhd.

Isaak von Ninive (aramäisch: ܡܪܝ ܐܝܣܚܩ ܣܘܪܝܝܐ), auch Isaak der Syrer (* ca. 640 in Beit' Katraja; † ca. 700 in Rabban Sabor), war Bischof von Ninive, Einsiedler, Asket, Mystiker und Heiliger.

## Leben
Isaak wurde in Beit' Katraja am Persischen Golf geboren. Nach einigen Quellen war er als junger Mann Mönch im Mor-Mattai-Kloster in der Nähe von Ninive. In den 660er oder 670er Jahren wurde er als Mar Isaak Bischof von Ninive. Nach fünf Monaten legte er sein Amt nieder und ließ sich als Einsiedler im Bergland von Persien nieder. Später lebte er im Kloster Rabban Sabor. Er studierte dort die Bibel und verfasste Schriften über christliche Askese und Spiritualität. Seine Theologie enthält neuplatonisches Gedankengut, das er sich vermutlich über das Studium der Schriften von Pseudo-Dionysius Areopagita erworben hat. Durch die intensive Arbeit erblindete er und starb im hohen Alter in Rabban Sabor.
Seine Werke wurden früh aus dem Syrisch-Aramäischen in andere Sprachen übersetzt (darunter Äthiopisch, Arabisch, Griechisch und Latein) und entfalteten so eine nicht geringe Wirkungskraft.

## Schriften und Werkausgaben

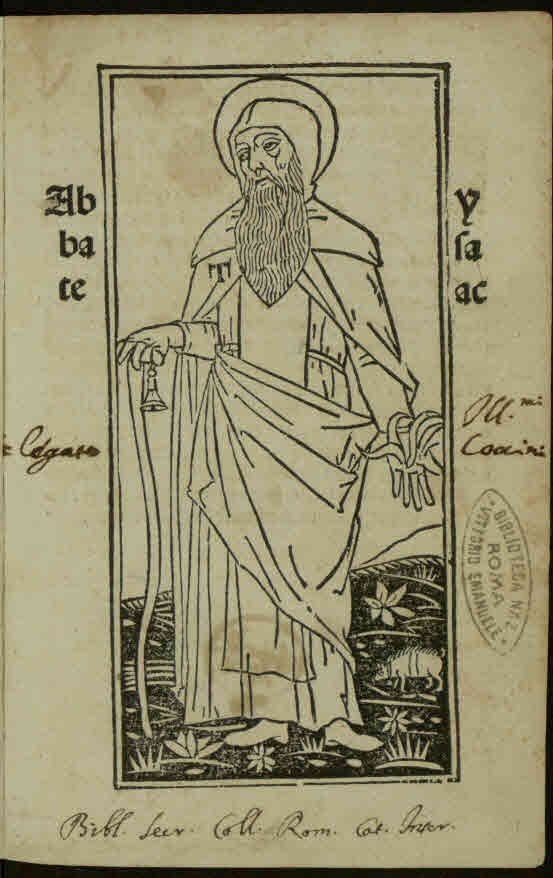
De perfectione vitae theoreticae, 1500

- De perfectione vitae theoreticae, 1500Gustav Bickell (Hrsg.): Ausgewählte Schriften der syrischen Kirchenväter Aphraates, Rabulas und Isaak v. Antiochia. (BKV 38), Kempten 1874. (Hier muss deutlich unterschieden werden zwischen dem Isaak von Antiochia, dessen Werke zwischen 404 n. Chr. und 461 datiert sind, und dem Asket Isaak von Ninive, der im 7. Jhd. n. Chr. lebte. In Gustav Bickells Ausgewählten Schriften ist der Isaak von Antiochia berücksichtigt und im BKV zu finden. Isaak von Ninive ist allerdings nicht bei Gustav Bickell und auch nicht im BKV zu finden.)
- Sebastian Brock (Hrsg.): Die Weisheit Isaaks des Syrers. Eine Auswahl aus seinem Werk. Übersetzt von Karl Pinggéra. Der Christliche Osten, Würzburg 2003, ISBN 3-927894-35-4.
- Reden zur Askese. Übersetzt von Eugen Häcki. Edition Hagia Sophia, Wachtendonk 2022, ISBN 978-3-96321-137-9.